# Совјетски Савез у Другом светском рату
Совјетски Савез је 23. августа 1939. године потписао пакт о ненападању са нацистичком Немачком. Поред одредби о ненападању, споразум је садржавао и тајни протокол који је поделио територије Румуније, Пољске, Литваније, Летоније, Естоније и Финске на немачку и совјетску "сферу утицаја", предвиђајући потенцијална "територијална и политичка преуређења" ових земаља. У октобру и новембру 1940. године у Берлину су се одвијали немачко-совјетски разговори о потенцијалном придруживању Совјетског Савеза Осовини, из разговора није произашло ништа, јер је Хитлеров идеолошки циљ био Лебенсраум на истоку.
Немачка је напала Пољску  1. септембра 1939. године започињући Други светски рат, Стаљин је сачекао до 17. септембра пре него што је започео сопствену инвазију на Пољску. Источне делове финских регија Карелије и Лапоније (Сала) анектирао је Совјетски Савез након Зимског рата. Уследиле су совјетске анексије Естоније, Летоније, Литваније и делова Румуније (Бесарабија, северна Буковина и Херца регион). На суђењима у Нирнбергу било је познато постојање тајног протокола Немачко-совјетског пакта у вези са планираним поделама ових територија. Инвазија на Буковину прекршила је Пакт Молотов-Рибентроп, јер је превазишла совјетску сферу утицаја договорену са Осовином.
Хитлер је 22. јуна 1941. започео инвазију на Совјетски Савез. Стаљин је био уверен да ће укупна савезничка ратна машина на крају зауставити Немачку, а западним зајмом, Совјети су зауставили Вермахт на око 30 km од Москве. Током наредне четири године, Совјетски Савез је одбио офанзиве Осовине, као што су биле битка за Стаљинград и битка код Курска, и напредовао је ка победи у великим совјетским офанзивама, попут Висло-одерске офанзиве.
Главнина совјетских борби одвијала се на Источном фронту—укључујући Настављени рат са Финском—али су такође напали Иран (август 1941) у сарадњи са Британцима и при крају рата напали Јапан (август 1945), са којим су имали пограничне сукобе све до 1939.
Стаљин се на Техеранској конференцији састао са Винстоном Черчилом и Френклином Рузвелтом и почео да разговара о рату на два фронта против Немачке и будућности Европе након рата. Берлин је коначно пао у априлу 1945. године. Током дбијања инвазије Немачке и потом контраофанзиве на Истоку Совјетски Савез је претрпео огромне жртве, изгубивши више од 20 милиона грађана, што је око трећина укупних жртава у Другом светском рату. Укупни демографски губитак за совјетске народе био је још већи.

## Пакт са Немачком
Током 1930-их совјетски министар спољних послова Максим Литвинов био је водећи глас званичне совјетске политике колективне безбедности западних сила против нацистичке Немачке. Литвинов је 1935. године преговарао о уговорима о узајамној помоћи са Француском и Чехословачком са циљем да заустави Хитлерову експанзију. Након Минхенског споразума, којим су делови Чехословачке дати нацистичкој Немачкој, политика смирења западних демократија навела је Совјетски Савез да преусмери своју спољну политику ка приближавању Немачкој. Стаљин је 3. маја 1939. сменио Литвинова, који је био уско поистовећен са антинемачким ставом, и на његово место поставио Вјачеслава Молотова.
У августу 1939. године, Стаљин је прихватио Хитлеров предлог у пакт о ненападању са Немачком, о којем су преговарали министри спољних послова Вјачеслав Молотов за Совјете и Јоахим фон Рибентроп за Немце. Званично само уговор о ненападању, али је додат тајни протокол, такође постигнут 23. августа, поделио је целу источну Европу на немачку и совјетску сферу утицаја. СССР-у је обећан источни део Пољске, који су тада првенствено насељавали Украјинци и Белоруси, а Немачка је признала Летонију, Естонију и Финску као делове совјетске сфере утицаја, а Литванија је додата у другом тајном протоколу септембра 1939. године. Друга клаузула уговора била је да се Бесарабија, тада део Румуније, придружи Молдавској ССР и постане Молдавска ССР под контролом Москве.
Пакт је постигнут два дана након слома совјетских војних преговора са британским и француским представницима у августу 1939. око потенцијалног француско-англо-совјетског савеза. Политичке расправе обустављене су 2. августа, када је Молотов изјавио да се оне не могу наставити све док напредак у војним преговорима не буде постигнут крајем августа, након што су преговори застали због гаранција за балтичке државе, док су војни разговори на којима је Молотов инсистирао започели 11. августа. У исто време, Немачка - са којом су Совјети започели тајне преговоре 29. јула - тврдила је да Совјетима може понудити боље услове од Британије и Француске, док је Рибентроп инсистирао да "не постоји проблем између Балтичког и Црног мора који се не може решити између нас двоје." Немачки званичници изјавили су да је, за разлику од Британије, Немачка могла да дозволи Совјетима да наставе свој развој без икаквих сметњи и да "постоји један заједнички елемент у идеологији Немачке, Италије и Совјетског Савеза: противљење капиталистичким демократијама Запада". До тада је Молотов од совјетског амбасадора у Француској добио информације у вези са англо-немачким преговорима и песимистички извештај.
После неслагања у вези са Стаљиновим захтевом за премештањем трупа Црвене армије кроз Пољску и Румунију (чему су се успротивиле Пољска и Румунија), 21. августа, Совјети су предложили прекид војних преговора под изговором да је одсуство старијег совјетског војног особља током преговора ометало јесење маневре совјетских снага, мада је основни разлог био напредак постигнут у совјетско-немачким преговорима. Истог дана, Стаљин је добио уверење да ће Немачка одобрити тајне протоколе предложеног пакта о ненападању којим ће се Совјетима доделити територије у Пољској, балтичким државама, Финској и Румунији, након чега је Стаљин те ноћи послао телеграм Хитлеру да су Совјети спремни да потпишу пакт и да ће примити Рибентропа 23. августа. У вези са већим питањем колективне безбедности, неки историчари наводе да је један од разлога што је Стаљин одлучио да напусти доктрину усаглашавања својих ставова са Француском и Британијом њиховим уласком у Минхенски споразум и њиховим последичним неуспехом у спречавању немачке окупације Чехословачке. Стаљин је такође можда гледао на пакт као на добијање времена у евентуалном рату с Хитлером у циљу јачања совјетске војске и померања совјетских граница према западу, што би у таквом рату било војно корисно.
Стаљин и Рибентроп провели су већи део ноћи приликом потписивања пакта у пријатељским причама о светским пословима и збијајући шале (што је била реткост за Рибентропа) о британској слабости, а чак су се шалили како је Антикоминтернски пакт начелно плашио "британске трговце." Затим су размењивали здравице, при чему је Стаљин наздрављао за Хитлерово здравље, а Рибентроп за Стаљиново.

## Подела источне Европе и друге инвазије
Немачком инвазијом на њен договорени део Пољске 1. септембра 1939. године започео је Други светски рат. Црвена армија је 17. септембра напала источну Пољску и заузела пољску територију која јој је додељена Пактом Молотов – Рибентроп, након чега је уследила координација са немачким снагама у Пољској. Једанаест дана касније измењен је тајни протокол Пакта Молотов – Рибентроп, чиме је Немачкој додељен већи део Пољске, док је већи део Литваније препуштен Совјетском Савезу. Совјетски делови леже источно од такозване Керзонове линије, етнографске границе између Русије и Пољске коју је саставила комисија Париске мировне конференције 1919. године.
Након што су узели око 300.000 пољских затвореника 1939. и почетком 1940. године, официри НКВД-а спроводили су дугачка испитивања затвореника у логорима која су у ствари били поступак избора да би се утврдило ко ће бити убијен. На основу бележака од 5. марта 1940. године, које је Лаврентиј Берија упутио Стаљину, сазнајемо да су чланови совјетског Политбироа (укључујући Стаљина) потписали и погубили 22.000 војника и интелектуалаца, означивши их као националисте и контрареволуционаре, држали су их у логорима и затворима у окупираним подручјима западне Украјине и Белорусије. Ово је постало познато као Катињски масакр. Генерал-мајор Василиј Блохин, главни џелат НКВД-а, лично је убио 6.000 заробљених пољских официра током 28 узастопних ноћи, што је и даље једно од најорганизованијих и најдужих масовних убистава од стране једног појединца. Током своје 29-годишње каријере, Блохин је убио око 50.000 људи, што га чини најучинковитијим званичним егзекутором у забележеној светској историји.
У августу 1939. године Стаљин је изјавио да ће "решити балтички проблем, а након тога је приморао Литванију, Летонију и Естонију да потпишу уговоре о "узајамној помоћи.
Након неуспелог покушаја успостављања комунистичке марионетске владе у Финској, у новембру 1939. године, Совјетски Савез је напао Финску. Совјети су наишли на жесток отпор Финаца, и након великих губитака, Стаљин је склопио привремени мир којим је Совјетски Савез добио само источне регије Карелије (10% финске територије). Број совјетских званичних жртава у рату премашио је 200.000, док је совјетски премијер Никита Хрушчов касније тврдио да је можда било милион жртава. После ове кампање, Стаљин је предузео акције да модификује обуку и побољша пропагандне напоре у совјетској војсци.
Средином јуна 1940, када је међународна пажња била усмерена на немачку инвазију на Француску, совјетске трупе НКВД извршиле су препад на граничним прелазима у балтичким земљама. Стаљин је тврдио да су прекршени уговори о узајамној помоћи, и дао је шестосатне ултиматуме за формирање нових влада у свакој земљи, укључујући спискове особа за места у кабинету које је доставио Кремљ. Након тога, државне управе су распуштене и замењене совјетским кадровима, праћене масовном репресијом у којој је депортовано или убијено 34.250 Летонаца, 75.000 Литванаца и готово 60.000 Естонаца. Избори за парламент и друге канцеларије одржани су са наведеним појединачним кандидатима, чији су званични резултати показали избор просовјетских кандидата са резултатом од 92,8 одсто гласача у Естонији, 97,6 одсто гласача у Летонији и 99,2 одсто гласача у Литванији. Настале народне скупштине одмах су затражиле пријем у СССР, што им је и одобрено. Крајем јуна 1940. године, Стаљин је одобрио совјетску анексију Бесарабије и северне Буковине, проглашавајући ову некадашњу румунску територију делом Молдавске ССР. Али, припојивши северну Буковину, Стаљин је прешао договорене границе тајног протокола.
Након што су Тројни пакт потписале силе Осовине Немачка, Јапан и Италија, октобра 1940. Стаљин је лично писао Рибентропу о склапању споразума у вези са "трајном основом" за њихове "заједничке интересе." Стаљин је послао Молотова у Берлин у преговарају о условима да се Совјетски Савез придружи Осовини и потенцијално ужива у плену пакта. По Стаљиновом налогу, Молотов је инсистирао на совјетском интересу за Турску, Бугарску, Румунију, Мађарску, Југославију и Грчку, иако је Стаљин раније неуспешно лично лобирао код турских лидера да не потпишу пакт о узајамној помоћи са Британијом и Француском. Рибентроп је затражио од Молотова да потпише још један тајни протокол са изјавом: "Фокусна тачка територијалних тежњи Совјетског Савеза била би претпостављено усредсређена јужно од територије Совјетског Савеза у правцу Индијског океана." Молотов је одговорио да о томе не може заузети „дефинитиван став“ без Стаљиновог одобрења. Стаљин се није сложио са предложеним протоколом и преговори су пропали. Као одговор на каснији немачки предлог, Стаљин је изјавио да ће се Совјети придружити Осовини ако се Немачкој забрани деловање у совјетској сфери утицаја. Убрзо након тога, Хитлер је издао тајну интерну директиву везану за његов план за инвазију на Совјетски Савез.
У настојању да покаже мирне намере према Немачкој, Јосиф Стаљин је 13. априла 1941. надгледао потписивање пакта о неутралности са Јапаном. Од потписивања Портсмутског мира, Русија се такмичила са Јапаном за сфере утицаја на Далеком истоку, где је услед пропасти царске Кине владао вакуум моћи. Иако сличан Споразуму Молотов-Рибентроп са Немачком, Совјетски Савез је потписао Совјетско-јапански пакт о неутралности са Јапанским царством, да би одржао национални интерес совјетске сфере утицаја на европском континенту, као и освајање Далеког истока, док је међу ретким земљама на свету дипломатски признао Манџукуо, и дозволио пораст немачке инвазије у Европи и јапанске агресије у Азији, али јапански пораз у бици на Халкин Голу био је снажни фактор привременог насељавања пре совјетске инвазије Манџурије 1945. године као резултат Кримске конференције. Иако је Стаљин имао мало поверења у посвећеност Јапана неутралности, сматрао је да је пакт важан због његове политичке симболике, да ојача јавну наклоност Немачкој, пре војне конфронтације када је Хитлер контролисао западну Европу а Совјетски Савез преузео контролу над источном Европом. Стаљин је сматрао да у немачким круговима расте раскол око тога да ли би Немачка требало да започне рат са Совјетским Савезом, мада није био упознат са даљом Хитлеровом војном амбицијом.

## Раскид пакта
Током раног јутра 22. јуна 1941, Хитлер је раскинуо пакт покретањем операције Барбароса, инвазијом Осовине на територије под совјетском контролом и Совјетским Савезом којом је започео рат на Источном фронту. Пре инвазије, Стаљин је мислио да Немачка неће напасти Совјетски Савез док Немачка не победи Британију. Истовремено, совјетски генерали упозорили су Стаљина да је Немачка концентрисала снаге на својим границама. Двоје високо постављених совјетских шпијуна у Немачкој, послали су на десетине извештаја у Москву који садрже доказе о припреми за немачки напад. Даља упозорења стигла су од Рихарда Зоргеа, совјетског шпијуна у Токиу који је тајно радио као немачки новинар који је дубоко ушао у немачку амбасаду у Токију заводећи супругу генерала Еугена Ота, немачког амбасадора у Јапану.
Седам дана пре инвазије, совјетски шпијун у Берлину, део шпијунске мреже Rote Kapelle (Црвени оркестар), упозорио је Стаљина да је кретање немачких дивизија ка границама припрема рата против Совјетског Савеза. Пет дана пре напада, Стаљин је добио извештај од шпијуна немачког Министарства ваздухопловства да су "све припреме Немачке за оружани напад на Совјетски Савез завршене и ударац се може очекивати у било ком тренутку." На маргини, Стаљин је написао народном комесару за државну безбедност, "свој извор можете послати из седишта немачке авијације његовој мајци. Ово није извор, већ дезинформатор." Иако је Стаљин повећао совјетске западне граничне снаге на 2,7 милиона људи и наредио им да очекују могућу немачку инвазију, он није наредио мобилизацију снага у пуном обиму да се припреме за напад. Стаљин је сматрао да би мобилизација могла испровоцирати Хитлера да прерано почне ратовати против Совјетског Савеза, што је Стаљин желео одложити до 1942. године како би ојачао совјетске снаге.
У почетним сатима након почетка немачког напада, Стаљин је оклевао желећи да осигура да Хитлер прекине немачки напад, сматрајући да је то акција непослушног генерала. Записи Никите Хрушчова и Анастаса Микојана тврде да се Сталин након инвазије неколико дана у очају повлачио у своју дачу и није учествовао у одлукама руководства. Али, неки документарни докази о наредбама које је издао Стаљин противрече тим извештајима, што наводи историчаре попут Робертса да претпостављају да је Хрушчовов извештај нетачан.
Убрзо је Стаљин прогласио себе маршалом Совјетског Савеза, тада највишим војним чином у земљи и врховним заповедником совјетских оружаних снага, осим што је био премијер и генерални секретар владајуће Комунистичке партије Совјетског Савеза због чега је постао вођа нације, као и народни комесар за одбрану, што је еквивалент америчком војном секретару у том периоду и британском министру одбране, и формирао је Државни комитет за одбрану да координира војне операције у ком је такође био председавајући. Председавао је Ставком, највишом одбрамбеном организацијом земље. У међувремену, маршал Георгиј Жуков именован је за заменика врховног команданта совјетских оружаних снага.
У прве три недеље инвазије, док је Совјетски Савез покушавао да се одбрани од великог немачког напретка, претрпео је 750.000 жртава и изгубио 10.000 тенкова и 4.000 авиона. У јулу 1941. Стаљин је потпуно реорганизовао совјетску војску, поставивши се директно на чело неколико војних организација. То му је дало потпуну контролу над целокупним ратним напорима своје земље; већу контролу од било ког другог лидера у Другом светском рату.
Убрзо се појавио образац где је Стаљин применио стратегију Црвене армије да изводи више офанзива истовремено, док су Немци опустошили сваки од насталих малих, новостечених терена, наносећи Совјетима велике жртве. Најзначајнији пример за то била је битка за Кијев, где је преко 600.000 совјетских војника било брзо убијено, заробљено или нестало.
До краја 1941. совјетска војска претрпела је 4,3 милиона жртава а Немци су заробили 3 милиона совјетских затвореника, од којих је 2 милиона умрло у немачком заробљеништву до фебруара 1942. Немачке снаге су напредовале око 1.700 km и одржавале су линеарно широки фронт од 3.000 km. Црвена армија је пружила жесток отпор током раних фаза рата. Упркос томе, према Гланцу, њих је мучила неефикасна одбрамбена доктрина против добро обучених и искусних немачких снага, упркос томе што су поседовали модерну совјетску опрему, попут тенкова КВ-1 и Т-34.

## Совјети заустављају Немце
Док су Немци 1941. године постигли огроман напредак, убивши милионе совјетских војника, Црвена армија је по Стаљиновом наређењу усмерила знатне ресурсе да спречи Немце у постизању једног од њихових кључних стратешких циљева, покушаја заузимања Лењинграда. Држали су град по цену губитка више од милион совјетских војника у регији и више од милион цивила, од којих су многи умрли од глади.
Док су Немци напредовали, Стаљин је био уверен у евентуалну савезничку победу над Немачком. У септембру 1941. Стаљин је рекао британским дипломатама да жели два споразума:
(1) пакт о узајамној помоћи / помоћи и (2) признање да ће након рата Совјетски Савез добити територије у земљама које је заузео у складу са његова подела источне Европе са Хитлером у споразуму Молотов-Рибентроп. Британци су пристали на помоћ, али су одбили да пристану на територијалне добитке, што је Стаљин прихватио месецима касније, јер се војна ситуација донекле погоршала до средине 1942. Дана 6. новембра 1941. године, Стаљин је у говору одржаном под земљом у Москви окупио своје генерале, рекавши им да ће немачки блицкриг пропасти због слабости немачке позадине у нацистичкој Европи и потцењивања снаге Црвене армије, и да ће се немачки ратни напор распасти против англо-америчко-совјетског "ратног мотора".
Исправно рачунајући да ће Хитлер усмерити напоре да заузме Москву, Стаљин је концентрисао своје снаге на одбрану града, укључујући бројне дивизије премештене из совјетских источних сектора након што је утврдио да Јапан неће покушати напад у тим областима. До децембра, Хитлерове трупе су напредовале на око 25 km од Кремља у Москви. Дана 5. децембра, Совјети су започели контраофанзиву, одбијајући немачке трупе око 80 km (50 mi) од Москве, што је био први велики пораз Вермахта у рату.
Почетком 1942. године Совјети су започели серију офанзива названих "Стаљинове прве стратешке офанзиве". Противофанзива је застала, делом због блата од кише у пролеће 1942. године. Покушај Стаљина да поврати Харков у Украјини завршио се катастрофалним опкољавањем совјетских снага, са претрпљеним губитком од 200.000 жртава. Стаљин је за пораз окривио надлежне генерале. Генерал Георгиј Жуков и други су накнадно открили да су неки од тих генерала желели да остану у одбрамбеном положају у региону, али су Стаљин и други инсистирали на офанзиви. Неки историчари сумњају у Жуковљеву причу.
Истовремено, Хитлер је био забринут због америчке народне подршке након уласка САД у рат након напада на Перл Харбор, и потенцијалне англо-америчке инвазије на Западном фронту 1942. године (која се догодила тек у лето 1944). Свој примарни циљ променио је из непосредне победе на Истоку, у дугорочнији циљ да обезбеди јужни Совјетски Савез и заштити нафтна поља витална за дугорочни немачки ратни напор. Иако су генерали Црвене армије исправно проценили доказе да ће Хитлер преусмерити своје напоре на југ, Стаљин је то сматрао споредним потезом немачког покушаја заузимања Москве.
Немачка јужна кампања започела је потискивањем покушаја заузимања Крима, који је за Црвену армију завршио катастрофално. Стаљин је јавно критиковао вођство својих генерала. У својим јужним походима Немци су само у јулу и августу 1942. одвели 625.000 затвореника Црвене армије. У исто време, на састанку у Москви, Черчил је приватно рекао Стаљину да Британци и Американци још увек нису спремни да искрцају амфибије на утврђене француске обале коју су држали нацисти 1942. године и да ће своје напоре усмерити на инвазију у Северној Африци коју су држали Немци. Обећао је кампању масовног стратешког бомбардовања, која ће укључивати немачке цивилне циљеве.
Процењујући да су Руси "готови", Немци су започели још једну јужну операцију у јесен 1942. године, битку за Стаљинград. Хитлер је инсистирао на подели немачких јужних снага у истовременој опсади Стаљинграда и офанзиви на Баку на Каспијском језеру. Стаљин је упутио своје генерале да не штеде напоре да одбране Стаљинград. Иако су Совјети претрпели више од 2 милиона жртава код Стаљинграда, њихова победа над немачким снагама, укључујући заробљавањее 290.000 осовинских трупа, означила је прекретницу у рату.
У периоду од годину дана након Барбаросе, Стаљин је поново отворио цркве у Совјетском Савезу. Можда је желео да мотивише већину становништва које је имало хришћанска веровања. Променом званичне политике странке и државе према религији, могао је да ангажује цркву и њено свештенство у мобилизацији ратних напора. Дана 4. септембра 1943. Стаљин је позвао митрополите Сергија, Алексија и Николаја у Кремљ. Предложио је поновно успостављање Московске патријаршије, која је била суспендована од 1925. године, и избор патријарха. Дана 8. септембра 1943. митрополит Сергије је изабран за патријарха. Један извештај каже да је Стаљинов преокрет уследио након знака који је наводно примио с неба.

## Фронтовики
Преко 75% дивизија Црвене армије било је наведено као "стрељачке дивизије" (док су пре Црвене армије биле познате као пешадијске дивизије). У Царској руској армији пушчане дивизије сматрале су се престижнијим од пешадијских дивизија, а у Црвеној армији су све пешадијске дивизије носиле ознаку пушчане дивизије. Совјетски пушкар био је познат као пешком ("пешадинац") или чешће као фронтовик (рус. фронтовик – предњи ловац, у множини рус. фронтовики - фронтовики). Термин фронтовик није био еквивалентан немачком термину Landser, америчком G.I Joe ни британском Tommy Atkins, што се све односило на војнике уопште, јер се термин фронтовик односио само на оне пешадинце који су се борили на фронту.. Сви војно способни мушкарци у Совјетском Савезу постајали су подобни за регрутацију са 19 година - они који су похађали универзитете или техничке школе успевали су да избегну регрутацију, и могли су да одложе служење војног рока за период од 3 месеца до годину дана. Одлагања су могла бити одобрена само три пута. Совјетски Савез се састојао од 20 војних округа, који су одговарали границама области, а даље су били подељени на рејоне. Рејони су имали одређене квоте броја људи које су сваке године морали да регрутују за Црвену армију. Велика већина "фронтовика" рођена је 1920-их и одрасла је не знајући ништа друго осим совјетског система. Сваке године мушкарци су поштом добијали обавештења да се пријаве на месту сакупљања, обично у локалној школи, и обично су се јављали на дужност са торбом или кофером у којима је било резервне одеће, доњег рубља и дувана. Потом су се регрути укрцавали на воз до војног прихватног центра где су им биле издаване униформе, радили су физички тест, обријане су им главе и ишли би у парно купатило како би се ослободили вашки. Типични војник добијао је торбу са муницијом, огртач, торбу са порцијом, лонац за кување, боцу с водом и идентификациону тубу у којој су се налазили папири у којима су наведени важни лични подаци..

Током обуке, регрути су се будили између 5 и 6 сати ујутро, тренинг је трајао 10 до 12 сати - шест дана у недељи. Већи део обуке обављао се напамет и састојао се од наставе. Пре 1941. обука је трајала шест месеци, али након рата, обука је била скраћена на неколико недеља. По завршетку обуке, сви мушкарци су морали да положе заклетву Црвене армије која је гласила: 
Ја______, грађанин Савеза Совјетских Социјалистичких Република, ступајући у редове Црвене армије радника и сељака, полажем ову заклетву и свечано обећавам да ћу бити искрен, храбар, дисциплинован, опрезан борац, одлучно штитити војску и државне тајне, и беспоговорно се покоравајући свим војним прописима и наредбама команданата и претпостављених.

Савесно обећавам да ћу извршавати војне послове, на сваки начин да бих заштитио државне тајне и државну имовину, и до последњег даха да ћу бити веран народу, совјетској матици и радничко-сељачкој влади.

Увек сам спреман по налогу радничко-сељачке владе да кренем у одбрану своје Отаџбине, Савеза Совјетских Социјалистичких Република, и као војник Црвене армије радника и сељака, обећавам да ћу је бранити храбро, вешто, достојанствено и часно, не штедећи ни своју крв ни свој живот за постизање потпуне победе над нашим непријатељима.

Ако бих злом намером прекршио ово, своју свечану заклетву, онда нека ме снађе тешка казна совјетског закона и потпуна мржња и презир радничке класе.
 Тактика се заснивала на приручнику за обуку из 1936. и на ревидираном издању из 1942. године. Кретања малих јединица и како се граде одбрамбени положаји презентовани су на начин који је био лак за разумевање и памћење. Приручници су имали снагу закона и кршења правила приручника су се рачунала као законски прекршаји. У совјетској тактици водови су увек нападали на исти начин – водови су обично били подељени на четири одељења са међусобним размакком у просеку од око 100 метара. Једина сложена формација била је формација дијаманта - са једним одељењем које напредује, два у средини и једним позади. За разлику од Вермахта, где је једно одељење пружало ватрену подршку одељењима која су напредовала, код Црвене армије сва одељења и водови масовно су нападали. Друга једина варијација била је да се одељења провуку у положај инфилтрацијом.
Код наредбе На штурм, марш! (Напред, марш!) Совјетска пешадија ће напасти непријатеља узвикујући традиционални руски бојни поклич Урра! (рус. ура!), чији је звук многим немачким ветеранима звучао застрашујуће. Током јуриша, војници би пуцали из пушака и аутоматских пушака док би бацали гранате пре него што би се упустили у ближњи бој (рус. ближний бой – борба прса у прса - борбе из непосредне близине пушкама, бајонетима, кундацима, ножевима, алатима за копање и песницама), врста борбе у којој је Црвена армија бриљирала. Приликом одбране, "фронтовики" су били познати по свом умећу да камуфлирају своје положаје и по својој дисциплини у задржавању ватре све док се снаге Осовине не би нашле у непосредној близини. Пре 1941. године доктрина Црвене армије заснивала се на отварању ватре на максималном домету, али искуство је брзо научило предностима заседе непријатеља изненадном ватром из непосредне близине са више положаја.
Типични "фронтовик" током рата био је етнички Рус од 19 до 24 године, просечне висине од 1,68 м. Већина мушкараца била је обријаних глава да би се спречила појава ваши, или су имали изузетно кратку косу. Амерички историчар Гордон Ротман униформе описује као "једноставне и функционалне". У борби су мушкарци носили маслинастосмеђи шлем или пилотку (капу). Официри су носили шлемове или "фуражке" (рус. фуражка), округле службене капе са црним визиром и црвеном звездом. Ротман је совјетско оружје описао као "… познато по својој једноставности, робусности и општој поузданости". Стандардна пушка, Мосин-Наган 7.62 mm М 1891/30, иако тешка, била је ефикасно оружје на које хладноћа пресудно није утицала. Свако пушчано одељење имало је један или два 7,62 mm Дегтјарев ДП-27 лака митраљеза за пружање ватрене подршке. До 1944. године, један од свака четири фронтовикија био је наоружан 7,62 мм ППш-41 (аутоматски пиштољ Шпагин), типом аутоматског пиштоља познатим као робусно и поуздано оружје, иако донекле недовољно снажно.
"Фронтовик" је обично све што је имао носио у једноставној торби. Већина фронтовика имала је перевјазочњи пакет (пакет за превијање рана), бријач, ашов и били су врло срећни ако су имали пешкир и четкицу за зубе. Паста за зубе, шампон и сапун били су изузетно ретки. Обично су се за прање зуба користили штапићи са сажваканим крајевима. Прављени су пољски клозети, јер су преносни тоалети били ретки у Црвеној армији. Војници су често спавали на отвореном, чак и током зиме. Храна је обично била оскудна и често је била дефицитарна, посебно током 1941. и 1942. године. Фронтовики су војне снаге које се нису суочавале са опасностима борбе називали криси (рус. крысы – пацови, једнина: рус. крыса). The frontovik је живео на дијети од црног раженог хлеба, конзервираног меса попут рибе и тушонке (динстана свињетина), шчија (супа од купуса) и каше. Каша и шчи били су толико чести да је популарни слоган у Црвеној армији био "шчи ее каша, пиша наша" ("шчи и каша, то је наша храна".). Чај (рус. чай - био је изузетно популаран напитак, заједно са пивом и вотком. Махорка, врста јефтиног дувана смотаног у ручно израђене цигарете, била је стандард за пушење.
Ротманн медицинску негу описује као "маргиналну". Недостатак лекара, медицинске опреме и лекова значио је да рањени често умиру, обично у неизмерном болу. Морфијум није коришћен у Црвеној армији. Већина војника Црвене армије није примала превентивне вакцине, а болести попут маларије, упале плућа, дифтерије, туберкулозе, тифуса, дизентерије и менингитиса, постале су главни проблем међу редовним болесницима Црвене армије. Зими су се често јављале промрзлине међу војницима, док су током пролећа и јесени кише чиниле ровско стопало уобичајеном болешћу. Фронтовики су имали плату једном месечно, али често нису примали зараде. Сви војници били су ослобођени пореза. Године 1943. војнику се плаћало 600 рубаља месечно, десетару 1.000 рубаља, млађем воднику 2.000 рубаља и воднику 3.000 рубаља. Посебне зараде имали су они који су служили у гардијским јединицама, тенковским и противтенковским јединицама, падобранцима и онима одликованим за храброст у борби. Оне јединице које су се у борбама увелико истакле имале су префикс "Гварди" (рус. Гвардии, у преводу: стража) испред назива јединице, наслов великог поштовања и части који је доносио бољу зараду и оброке. У Царској руској војсци елита су увек били пукови Империјалне гарде, а назив "Гарде", када се примењује на војну јединицу у Русији, још увек има елитне конотације.
Дисциплина је била изузетно строга и људи су могли бити погубљени због дезертерства и повлачења без наређења. Да би одржали морал, војници су се често забављали филмовима приказаним на спољним екранима, заједно са музичким трупама које су изводиле музику, певање и плес. Балалајка, која се сматра руским националним инструментом, била је неизоставни део забаве. Совјетски режим заузео је став да у основи секс не постоји и ниједна званична публикација није упућивала на сексуална питања. Након што су Немци обесили 18-годишњу партизанску хероину Зоју Космодемјанску (29. новембар 1941), фотографија њеног голог леша изазвала је сензацију када је објављена почетком 1942. године, што је обезбедило да фотографија привуче много ласцивног интересовања. За разлику од немачке и француске војске, Црвена армија није имала систем пољских јавних кућа и фронтовикијима нису издавани кондоми као мушкарцима у британској и америчкој војсци. Венеричне болести биле су главни проблем и погођени војници били би строго кажњавани ако буду откривени. Распрострањена силовања која је починила Црвена армија приликом уласка у Немачку нису имала много везе са сексуалном жељом, већ су уместо тога била дела моћи, по Ротмановим речима "основни облик освете и понижења које су војници могли да нанесу Немцима". Уобичајена пракса је била да официри узимају "жене у кампањи" или ППЖ (рус. походно-полевые жены). Женама на служби у Црвеној армији понекад је наређивано да буду љубавнице официра, без обзира на то шта осећају по том питању. "Жене у кампањи“ често су биле медицинске сестре, сигнализатори и службенице које су носиле црну беретку. Упркос томе што су биле приморане да постану конкубине официра, "фронтовики" су их широко мрзели, сматрајући да "жене у кампањи" тргују сексом за повољније положаје. Писац Василиј Гросман забележио је типичне напомене о "женама у кампањи" 1942. године: "Где је генерал?" [неко упита]. "Спава с његовом курвом." А ове девојке су некада желеле да буду 'Тања', или Зоја Космодемјанска.
"Фронтовики" су морали да живе, да се боре и умиру у малим кружним лисичјим рупама укопаним у земљу са довољно места за једног или два човека. Рсцепкани ровови представљали су оно што су Немци називали "руским рупама". Војницима обично нису издавали покриваче или вреће за спавање, чак ни зими. Уместо тога, "фронтовики" су спавали у капутима и огртачима, обично на боровим, зимзеленим иглицама, јеловим гранама, нагомиланом лишћу или слами. Зими је температура падала и до -50 °C, чиме је мраз био подједнако опасан непријатељ као и Немци. Пролеће је почињало у априлу, а са њим су долазиле и кише и топљење снега, претварајући бојна поља у блатњаву мочвару. Лета су била прашњава и врућа, док се током јесени јављала распутица (време без путева) јер су обилне јесење кише поново претвориле бојишта у блатњаве мочваре.
У Совјетском Савезу се говорило са преко 150 различитих језика и дијалеката, али Руси су чинили већину Црвене армије, а руски је био командни језик. Црвена армија је имала врло мало етничких јединица, јер је политика била слијаније (рус. слияние, у преводу: мешање) у којој су мушкарци из неруских група распоређивани у јединице са руском већином. Неколико изузетака од овог правила обухватале су козачке јединице и трупе из балтичких држава Естоније, Летоније и Литваније, али њих је било мало. Искуство борбе имало је тенденцију да мушкарце повеже без обзира на њихов језик или етничку припадност, док се један совјетски ветеран присјетио: "Сви смо крварили исту крв". Упркос историји антисемитизма у Русији, јеврејски ветерани који су служили у фронтовики јединицама описивали су антисемитизам као реткост, уместо да подсете на осећај припадности. Током првих шест месеци операције Барбароса, Вермахт и Шуцштафел водили су policy политику пуцања на све комесаре. Јевреји који су служили у Црвеној армији, а које су немачке снаге заробиле, такође су убијани по кратком поступку. оком рата, совјетске власти су умањиле про-атеистичку пропаганду, а свештеници православне цркве су благосиљали јединице које су ишле у бој, мада капеланима то није било дозвољено. Муслиманима из Централне Азије, Кавказа, Волге и Крима било је дозвољено да дискретно исповедају своју веру, мада - као и источним православцима - није било дозвољено капеланима. Већина војника носила је срећне талисмане. Упркос званичном совјетском атеизму, многи војници су пре него што су кренули у битке носили крстове око врата и крстили се на традиционални источно-православни начин, према британској историчарки Кетрин Меридејл ове поступке треба тумачити више као "тотемске" гестеове који су требали да обезбеде срећу, а не као „праву" веру. Један од најпопуларнијих талисмана била је поема Чекај ме Константина Симонова, коју је написао октобра 1941. за своју вереницу Валентину Серову. Популарност поеме Чекај ме била је таква да су готово сви етнички Руси у Црвеној армији песму знали напамет и носили су копију песме - заједно са фотографијама девојака или супруга код куће - како би одражавали своју жељу да се врате вољеној.
"Политички посао" који су предавали политички комесари одузимао је већи део слободног времена војницима, јер су најмање један сат сваког дана предавали о политичкој индоктринацији у комунизму за војнике који нису били укључени у борбу. Израз "Наци" никада није коришћен за описивање непријатеља, јер је тај израз био скраћеница од National-Sozialistische Deutsche Arbeiterpartei Националсоцијалистичка њемачка радничка партија и комесари су објашњавали зашто је непријатељ себе називао "национал-социјалистима" што је превише збуњивало "фронтовике".Пожељни изрази за непријатеља били су. „фашисти”. Гитлерици (Хитлеровци – руски језик нема глас "Х"), Германскији и немецкије. (рус. немецкие - погрдни руски израз за Немце). Комесари су имали дужност да надгледају официре Црвене армије због било каквих знакова нелојалности и одржавали су мрежу доушника познатих као сексоци (рус. сексоты – тајни сарадници) у редовима. У октобру 1942. укинут је систем двоструког командовања, који датира још из Руског грађанског рата и у којем су официри делили ауторитет са комесарима, а од тада су моћ командовања имали само официри. Многи комесари након Стаљиновог декрета 307 од 9. октобра 1942 били су шокирани када су открили колико их официри и људи мрзе. Комесари су постали "политруци" или заменици команданта за политичке послове. "Политруци" више нису имали моћ командовања, али су и даље оцењивали и официре и мушкарце због њихове политичке лојалности, вршили су политичку индоктринацију и имали су моћ да наређују погубљења по кратком поступку било кога ко је осумњичен за кукавичлук или издају. Таква погубљења била су позната као девјат грам (девет грама – референца на тежину метка), пустит в раход (потрошити неког) или вјшка (скраћена форма од вјсшаја мера наказанија – екстремна казна). Упркос овим застрашујућим моћима, многи фронтовики су често отворено презирали политруке ако су били подвргнути предуго досадним предавањима о финим тачкама марксизма-лењинизма, а официри су тежили да добијају сукобе са полтитруцима, јер су војне заслуге у Великом отаџбинском рату почеле више да се рачунају него политичка ревност. Односи између официра и војника обично су били добри, с тим што су на ниже официре посебно гледали као на соратнике (саборце) јер су живели под истим условима и били суочени са истим опасностима као и фронтовики. Официри су обично имали само средњошколско образовање - врло мали број их је ишао на универзитет - и долазили су из истог друштвеног миљеа као и њихови војници, што им је осигуравало да успоставе уске везе с њима. "Фронтовики" су се обично обраћали командирима својих чета са Баћа (отац).

## Совјетски притисак на Немачку
Совјети су успели да одбију важну немачку стратешку јужну кампању и, иако су у том напору претрпели 2,5 милиона совјетских жртава, успели су да преузму офанзиву током већег дела остатка рата на Источном фронту.
Стаљин је лично рекао пољском генералу тражећи информације о несталим пољским официрима да су сви Пољаци ослобођени и да су им Совјети "изгубили у траг" у Манџурији. Након што су пољски железничари пронашли масовну гробницу, нацисти су покушали да искористе масакр да забију клин између Стаљина и осталих савезника, што је укључивало и довођење европске комисије истражитеља из дванаест земаља да испитају гробове. Године 1943. године, док су се Совјети спремали да поврате Пољску, нацистички министар пропаганде Јозеф Гебелс исправно је претпоставио да ће Стаљин покушати лажно да тврди да су Немци масакрирали жртве. Као што је Гебелс предвидео, Совјети су имали "комисију" која је истражила ствар, лажно закључивши да су Немци убили ратне заробљенике. Совјети су одговорност признали тек 1990. године.

Стаљин је 1943. године удовољио позиву својих генерала да Совјетски Савез заузме одбрамбени став због разочаравајућих губитака након Стаљинграда, недостатка резерви за офанзивне мере и предвиђања да ће Немци вероватно следећи пут напасти избочину на совјетском фронту у Курску тако да би одбрамбене припреме тамо ефикасније искористиле ресурсе. Немци су покушали напад опкољавањем Курска, који су Совјети успешно одбили након чега је Хитлер отказао офанзиву, делом и због савезничке инвазије на Сицилију, иако су Совјети претрпели преко 800.000 жртава. Курск је такође означио почетак периода када је Стаљин постао спремнији да послуша савете својих генерала.
Крајем 1943. Совјети су заузели половину територије коју су Немци заузели у периоду од 1941–1942. Совјетска војна индустријска производња такође се знатно повећала од краја 1941. до почетка 1943. након што је Стаљин фабрике преселио источно од фронта, обезбедивши их од немачке инвазије и ваздушног напада. Стратегија се исплатила, јер се индустријска производња несметано одвијала чак и када су Немци крајем 1942. окупирали више од половине европске Русије, укључујући 40 процената (80 милиона) њеног становништва и приближно 2.500.000 km2 (970.000 sq mi) Совјетске територије. Совјети су се такође припремали за рат више од једне деценије, укључујући и 14 милиона цивила са извесном војном обуком. Сходно томе, док је готово свих првобитних 5 милиона војника совјетске војске настрадало до краја 1941. године, совјетска војска је до краја те године нарасла на 8 милиона припадника. Упркос значајним губицима 1942. године, далеко већим од немачких губитака, бројност Црвене армије и даље је расла, на 11 милиона. Иако постоји значајна расправа да ли је Стаљин помогао или ометао ове напоре у индустрији и људству, Стаљин је већину економских одлука из ратног управљања препустио рукама својих економских стручњака. Док неки историчари тврде да докази сугеришу да је Стаљин разматрао, па чак и покушао, преговарати о миру с Немачком 1941. и 1942. године, други сматрају да су ти докази неуверљиви и чак измишљени.
У новембру 1943. Стаљин се састао са Черчилом и Рузвелтом у Техерану. Рузвелт је рекао Стаљину да се нада да би Британија и Америка, отварајући други фронт против Немачке, у почетку могле повући 30-40 немачких дивизија са Источног фронта. Стаљин и Рузвелт су, у ствари, напали Черчила наглашавајући важност прекоканалне инвазије северне Француске коју су држали Немци, док је Черчил сматрао да је Немачка рањивија у "меком доњем делу" у Италији (коју су савезници већ били напали) и на Балкану. Касније је договорено да ће Британија и Америка започети унакрсну инвазију на Француску у мају 1944. године, заједно са одвојеном инвазијом на Јужну Француску. Стаљин је инсистирао да након рата Совјетски Савез укључи делове Пољске које је заузео у складу са споразумом Молотов-Рибентроп са Немачком, што је Черчил прихватио.
Совјетски Савез је 1944. године широм Источног фронта значајно напредовао према Немачкој, укључујући операцију Багратион, масовну офанзиву у Белорусији на Немачку групу армија Центар. Стаљин, Рузвелт и Черчил су се уско координирали, тако да се Багратион догодио отприлике у исто време када су америчке и британске снаге покренуле операцију Оверлорд. Операција је завршена поновним заузимањем Белорусије и западне Украјине, заједно са успешним ефективним уништавањем Групе армија Центар и 300.000 немачких жртава, мада по цену више од 750.000 совјетских жртава.
Успеси у операцији Багратион и у години која је уследила великим делом су резултат оперативног побољшања окореле у борбама Црвене армије, која је научила болне лекције из претходних година у борби са моћним Вермахтом боље планирање офанзива, ефикасна употреба артиљерије, боље руковање временом и простором током напада у супротности са Стаљиновим наређењем „ни корака уназад“. У мањој мери је успех Багратиона био резултат ослабљеног Вермахта којем је недостајало горива и наоружања потребног за ефикасно деловање, све веће совјетске предности у људству и материјалу и нападима савезника на Западном фронту. У свом првомајском говору 1944. године, Стаљин је похвалио западне савезнике због преусмеравања немачких ресурса у Италијанској кампањи, "Тас" је објавио детаљне спискове великог броја залиха које су добијене од западних савезника, а Стаљин је одржао говор у новембру 1944. године наводећи да су савезнички напори на Западу брзо извукли 75 немачких дивизија за одбрану тог региона, због којих Црвена армија још увек није могла да протера Вермахт са совјетских територија. Ослабљени Вермахт више није био у стању да покрене контраофанзиву.
Почев од лета 1944. године, ојачана немачка војна група армија спречавала је совјете да напредују око Варшаве скоро пола године. Неки историчари тврде да је неуспех Совјета у напредовању био сврсисходно одуговлачење које је дозволило Вермахту да убија чланове Пољске домовинске армије у Варшавском устанку током августа 1944. године, који је почео када се Црвена армија приближила, мада други оспоравају ту тврдњу и наводе знатне неуспешне напоре Црвене армије да покуша да победи Вермахт у том региону. Раније 1944, Стаљин је инсистирао да Совјети припоје делове Пољске које су поделили са Немачком у споразуму Рибентроп-Молотов, док је Пољска влада у егзилу, за коју су Британци инсистирали да мора бити враћена у послератну Пољску, захтевала да пољска граница буде враћена на предратно стање. Раскол је даље нагласио Стаљиново отворено непријатељство према антикомунистичкој пољској влади у егзилу и њиховој пољској војсци, за коју је Стаљин сматрао да угрожава његове планове за стварање послератне Пољске пријатељске према Совјетском Савезу. Раздор је додатно погоршало Стаљиново одбијање да помогне Пољску домовинску војску и његово одбијање да америчким авионима за снабдевање дозволи да користе потребне совјетске ваздушне базе за превожење Пољске домовинске војске, а Стаљин је у писму Рузвелту и Черчилу о њима говорио као "злочинци жељни моћи". Забринут због могућих последица тих акција, Стаљин је касније започео совјетско ваздушно снабдевање пољских побуњеника, иако је већина залиха завршила у рукама Немаца. Побуна је завршила катастрофом са више од 20.000 убијених пољских побуњеника и око 200.000 цивила које су убиле немачке снаге, а совјетске снаге су у град ушле у јануару 1945. године.
Други важни помаци догодили су се крајем 1944. године, попут инвазије на Румунију у августу и Бугарску. Совјетски Савез је објавио рат Бугарској септембра 1944. године и напао земљу успостављајући комунистичку владу. Након инвазије на ове балканске земље, Стаљин и Черчил састали су се у јесен 1944. године, где су се договорили о различитим процентима у "сферама утицаја" у неколико балканских држава, иако дипломате ниједног лидера нису знале шта тај термин заправо значи. Црвена армија је такође протерала немачке снаге из Литваније и Естоније крајем 1944. године, по цену 260.000 совјетских жртава.
Крајем 1944. совјетске снаге су се жестоко бориле да заузму Мађарску у Будимпештанској офанзиви, али нису успеле да је заузму, што је постало толико осетљива тема за Стаљина да је одбио да дозволи својим заповедницима да говоре о томе. Немци су поражени у наредној бици за Будимпешту фебруара 1945. године, када су преостали Мађари потписали примирје са Совјетским Савезом. Победа у Будимпешти дозволила је Црвеној армији да започне Бечку офанзиву у априлу 1945. На североистоку је заузимање Белорусије и западне Украјине омогућило Совјетима да покрену велику Висло-одерску офанзиву, где су немачки обавештајци погрешно претпоставили да ће Совјети имати 3 према 1 бројчану предност, а она је заправо износила 5 према 1 (преко 2 милиона припадника Црвене армије напало је 450.000 немачких бранилаца), чији је успешан врхунац резултирао напредовањем Црвене армије од реке Висле у Пољској до реке Одре у источној Немачкој.
Стаљинови недостаци као стратега често се примећују у вези са масовним совјетским губицима и раним совјетским поразима. Пример за то је летња офанзива 1942. године, која је довела до још већих губитака Црвене армије и повратка иницијативе Немаца. Стаљин је на крају препознао његов недостатак знања и ослањао се на своје професионалне генерале у вођењу рата.
Поред тога, Стаљин је добро знао да су се друге европске војске потпуно распале суочене са нацистичком војном ефикасношћу и ефикасно је одговорио подвргавајући своју војску подстицању терора и националистичким апелима на патриотизам. Такође се обратио и руској православној цркви.

## Коначна победа
До априла 1945. нацистичка Немачка је бројила своје последње дане, са 1,9 милиона немачких војника на Истоку који су се борили против 6,4 милиона војника Црвене армије, док се милион немачких војника на Западу борило са 4 милиона војника западних савезника. Док су почетни разговори означили почетак трке савезника за Берлин, након што је Стаљин успешно лобирао да Источна Немачка падне у совјетску "сферу утицаја" на Кримској конференцији у фебруару 1945. године, западни савезници нису планирали да заузму град копненом операцијом. Стаљин је и даље био сумњичав да би се западне савезничке снаге, које су биле стациониране на реци Лаби, могле кретати према немачкој престоници и, чак и последњих дана, да би Американци могли да ангажују своја два ваздухопловна дивизиона да заузму град.
Стаљин је наредио Црвеној армији да се брзо креће широким фронтом у Немачку, јер није веровао да ће западни савезници предати територију коју су окупирали, док је заузимање Берлина постао главни циљ. Након успешног заузимања источне Пруске, три фронта Црвене армије су се спојила у срцу источне Немачке, а након битке код Одре-Нисе Совјети су били пред вратима Берлина. До 24. априла елементи два совјетска фронта опколили су Берлин. Дана 20. априла Жуков 1. белоруски фронт започео је масовно гранатирање Берлина које је трајало док се град није предао. Дана 30. априла 1945. Хитлер и Ева Браун извршили су самоубиство, након чега су совјетске снаге пронашле њихове посмртне остатке који су спаљени по Хитлеровој директиви. Преостале немачке снаге званично су се предале безусловно 7. маја 1945. Неки историчари тврде да је Стаљин одложио последњи напад на Берлин за два месеца, како би заузео друга подручја из политичких разлога, за која тврде да су Вермахту дали времена да се припреми што је повећало совјетске жртве ( преко 400.000), други историчари оспоравају овај извештај.
Упркос томе што су Совјети поседовали Хитлерове остатке, Стаљин није веровао да је његов стари непријатељ заправо мртав, веровање које се одржало годинама после рата. Стаљин је касније ангажовао истраживаче да годинама истражују и пишу тајну књигу о Хитлеровом животу за своје приватно читање.
Одбијање немачке инвазије и офанзива за победу над нацистичком Немачком у Другом светском рату захтевали су огромну жртву Совјетског Савеза (више него било које друге земље у људској историји). Совјетске жртве износиле су око 27 милиона. Иако се бројке разликују, број погинулих совјетских цивила вероватно је достигао 18 милиона. Милиони совјетских војника и цивила нестали су у немачким логорима и фабрикама ропског рада, док су милиони још претрпели трајну физичку и менталну штету. Совјетски економски губици, укључујући губитке у ресурсима и производним капацитетима у западној Русији и Украјини, такође су били катастрофални. Рат је резултирао уништењем приближно 70 000 совјетских градова, насеља и села - 6 милиона кућа, 98.000 фарми, 32.000 фабрика, 82.000 школа, 43.000 библиотека, 6.000 болница и хиљаде километара путева и железничке пруге.
Совјетски Савез је 9. августа 1945. напао Манџукуо под контролом Јапана и објавио рат Јапану. Отпорне совјетске трупе и њихови искусни заповедници брзо су освојили територије под контролом Јапана у Манџурији, јужном Сахалину (11—25. август 1945), Курилским острвима (18. август до 1. септембар 1945) и део Кореје (14—24. августа 1945). Јапанска царска влада колебајући се након бомбардовања Хирошиме (6. августа 1945) и Нагасакија (9. августа 1945), али суочена са совјетским снагама које су се брзо приближавале матичној јапанској домовини, објавила је ефикасну предају савезницима 15. августа 1945. и формално капитулирала 2. септембра 1945. године.
У јуну 1945. Политбиро Комунистичке партије Совјетског Савеза доделио је Стаљину за његову улогу у совјетској победи новосмишљени чин генералисимуса, који је постао највиши војни чин у земљи (супериорнији од чина маршала). Стаљинов "култ личности" нагласило је његово лично војно руководство након набрајања "десет Стаљинових победа" - издвојених из Стаљиновог говора на "27. годишњици Велике октобарске социјалистичке револуције" (рус. «27-я годовщина Великой Октябрьской социалистической революции») током састанка Московског совјета народних посланика 1944. године.

## Репресије
Стаљин је 16. августа 1941. године, у покушајима да оживи неорганизовани совјетски одбрамбени систем, издао Наредбу бр. 270, којом је прогласио да се сви који су "скинули своје ознаке и дезертирали или се предали" сматрају злонамерним дезертерима. Наредба је захтевала од претпостављених да пуцају на те дезертере на лицу места. Чланови њихових породица били су подвргнути хапшењу. Друга одредба наредбе упућивала је све јединице које се боре у окружењима да користе сваку могућност за борбу. Наредба је такође захтевала да команданти дивизија деградирају и, ако је потребно, чак и да стрељају на лицу места оне команданте који нису успели да командују битком директно на бојном пољу. Након тога, Стаљин је такође извршио чистку неколико војних заповедника који су стрељани због "кукавичлука" без суђења.
У јуну 1941. године, недељама након немачке инвазије, Стаљин је наредио да Црвена армија у повлачењу такође покуша да ускратити ресурсе непријатељу кроз политику спаљене земље уништавајући инфраструктуру и залихе хране у областима пре него што су их Немци могли заузети и да партизани треба да буду постављени у евакуисаним областима. То је, заједно са злостављањем од стране немачких трупа, изазвало изгладњивање и патњу међу цивилним становништвом које је остало иза Црвене армије. Стаљин се бојао да ће Хитлер користити незадовољне совјетске грађане за борбу против свог режима, посебно људе затворене у гулазима. Стога је наредио НКВД-у да реши то питање. Они су одговорили убиством приближно 100.000 политичких затвореника широм западних делова Совјетског Савеза, методама које су укључивале пробадање бајонетима и бацање граната у препуне ћелије. Многи други су једноставно депортовани на исток.
У јулу 1942, Стаљин је издао наредбу бр. 227, којом се наређује да ће било који командант или комесар пука, батаљона или војске, који је дозволио повлачење без дозволе претпостављених, одговарати пред војним судом. Наредба је тражила да се војници проглашени кривим за дисциплинске прекршаје прекомандују у казнене батаљоне, који су слати на најопасније делове линија фронта. Од 1942. до 1945. године, 427.910 војника било је прекомандовано у казнене батаљоне. Наређење је такође наложило "одредима за блокирање" да пуцају у успаничене трупе које би се повлачиле без наређења. Током прва три месеца након наредбе, 1.000 војника је стрељано од стране "одреда за блокирање", а 24.933 војника је послато у казнене батаљоне. Упркос томе што је у почетку имала одређени ефекат, показало се да има погоршани ефекат на морал трупа, па је до октобра 1942. године идеја о редовним одредима за блокирање тихо напуштена. До 29. октобра 1944. одреди за блокирање су званично расформирани.
Совјетски ратни заробљеници и присилни радници који су преживели немачко ропство били су послати у посебне кампове за "транзит" или "филтрацију" где је требало да се утврди ко су потенцијални издајници. Од приближно 4 милиона послатих у кампове, 2.660.013 су били цивили, а 1.539.475 бивши ратни заробљеници. Од укупног броја, 2.427.906 је послато кући, 801.152 је прикључено оружаним снагама, 608,095 је уписано у радне батаљоне министарства одбране, 226.127 је пребачено у надлежност НКВД-а због казне, што је за њих значило одлазак у гулаг а 89.468 је остало у транзитним логорима као прихватно особље све док процес репатријације није коначно окончан у раним фазама 1950-их.

## Совјетски ратни злочини
Совјетске трупе су наводно силовале немачке жене и девојке, а укупне процене жртава кретале су се од десетина хиљада до два милиона. Током и након окупације Будимпеште, (Мађарска), процењено је да је силовано 50.000 жена и девојака. У вези са силовањима која су се догодила у Југославији, Стаљин је одговорио на жалбе југословенског партизанског вође рекавши: "Зар не може да се разуме ако се војник који је прешао хиљаде километара кроз крв и ватру и смрт забави са женом или узме неку ситницу?"
У бившим земљама Осовине, попут Немачке, Румуније и Мађарске, официри Црвене армије углавном су градове, села и фарме сматрали отвореним за пљачку. На пример, војници Црвене армије и припадници НКВД-а често су пљачкали транспортне возове 1944. и 1945. у Пољској а совјетски војници су палили центар града Демина спречавајући становнике да угасе пожар, догађај који је, заједно са више случајева силовања, одиграо улогу у навођењу преко 900 грађана града на самоубиство. У совјетској окупационој зони Немачке, када су чланови СЕД-а известили Стаљина да пљачка и силовања совјетских војника могу резултирати негативним последицама за будућност социјализма у послератној Источној Немачкој, Стаљин је љутито реаговао: "Нећу толерисати да нико блати част Црвене армије." Сходно томе, сви докази пљачке, силовања и уништавања од стране Црвене армије избрисани су из архива у совјетској окупационој зони..
Према недавним подацима, од процењених 4 милиона ратних заробљеника које су Руси заробили, укључујући Немце, Јапанце, Мађаре, Румуне и друге, око 580.000 се никада није вратило, у поређењу са 3,5 милиона совјетских ратних заробљеника који су умрли у немачким логорима од заробљених 5,6 милиона.

## Немачки ратни злочини
Нацистичка пропаганда је приказала Вермахтовим војницима инвазију на Совјетски Савез као рат истребљења.
Британски историчар Јан Кершо закључује да је дужност Вермахта била да обезбеди да људи који су испунили Хитлерове захтеве да буду део аријевске Херенфолк (аријевске узвишене расе) имају животни простор. Написао је:
,,Нацистичка револуција била је шира од самог холокауста. Њен други циљ био је елиминисање Словена из средње и источне Европе и стварање Lebensraum за Аријевце.... Као што показује Бартов (Источни фронт, Хитлерова војска), он је варваризовао немачке војске на источном фронту. Већина од њихова три милиона војника, од генерала до обичних војника, помогла је истребљењу заробљених словенских војника и цивила. То је понекад било хладно и намерно убиство појединаца (као код Јевреја), понекад генерализована бруталност и занемаривање.... Писма и мемоари немачких војника откривају њихово страшно образложење: Словени су били 'азијско-бољшевичка' хорда, инфериорна, али претећа раса“
Током брзог напретка Немачке у првим месецима рата, брзо доспевши до Москве и Лењинграда, главнина совјетске индустрије која се није могла евакуисати била је или уништена или изгубљена услед немачке окупације. Пољопривредна производња је прекинута, а житарице су остале да стоје на пољима што ће касније проузроковати глад која је подсећала на ону из раних 1930-их. У једном од највећих подвига ратне логистике, фабрике су евакуисане у огромним размерама, са 1523 фабрике су растављене и отпремљене на исток дуж четири главна правца до региона Кавказа, средње Азије, Урала, и Сибира. Генерално, пресељени су алати и производна технологија, заједно са нацртима и њиховим управљањем, инжењерским особљем и квалификованом радном снагом.
Читав Совјетски Савез се посветио ратним напорима. Становништво Совјетског Савеза вероватно је било боље припремљено од било које друге нације укључене у борбе у Другом светском рату да издржи материјалне недаће рата. То је пре свега зато што су Совјети у прошлости били толико навикнути на несташице и суочавање са економском кризом, посебно током ратних дејстава - Први светски рат донео је слична ограничења на храну. Ипак, услови су били тешки. Други светски рат је посебно поражавао совјетске грађане јер се водио на њиховој територији и изазвао масовна разарања. У Лењинграду, под немачком опсадом, преко милион људи умрло је од глади и болести. Многи радници у фабрици били су тинејџери, жене и старци. Влада је спровела рационирање 1941. године прво на хлеб, брашно, житарице, тестенине, путер, маргарин, биљно уље, месо, рибу, шећер и слаткише широм земље. Оброци су током рата остали углавном стабилни на другим местима. Додатни оброци често су били толико скупи да нису могли знатно да повећају залихе хране грађанина уколико та особа није посебно добро плаћала. Сељаци нису добијали оброке и морали су се задовољити локалним ресурсима које су сами обрађивали. Већина сељака борила се и живела у неподношљивом сиромаштву, али други су продали сав вишак који су имали по високој цени, а неколицина су постали милионери у рубљама, све док валутна реформа две године након завршетка рата није избрисала њихово богатство.
Упркос суровим условима, рат је довео до скока совјетског национализма и јединства. Совјетска пропаганда ублажила је крајњу комунистичку реторику из прошлости, јер се народ сада окупљао уверењем да штити своју матицу од зла немачких освајача. Етничке мањине за које се сматрало да су сарадници непријатеља приморани су на изгнанство. Религија, која се раније клонила, постала је део пропагандне кампање Комунистичке партије у совјетском друштву у циљу мобилизације верских елемената.
Социјални састав совјетског друштва драстично се променио током рата. У јуну и јулу 1941. дошло је до пуцања бракова између супружника које је рат раздвојио, а у наредних неколико година стопа склапања бракова је нагло опала, и стопа наталитета се убрзо након тога преполовила у односу на предратно доба. Због тога су мајке са неколико деце током рата добијале значајне почасти и новчане бенефиције ако су имале довољан број деце - мајке су могле да зараде око 1.300 рубаља за своје четврто дете и зараде до 5.000 рубаља за своје десето.
Немачки војници су на телима заробљених жена партизанки - али и других жена такође исписивали речи "Курва за Хитлерове трупе" и силовали их. Након заробљавања, неки немачки војници живописно су се хвалили силовањима. Сузан Браунмилер тврди да је силовање играло кључну улогу у нацистичком циљу да освоји и уништи људе које су сматрали инфериорнима, попут Јевреја, Руса и Пољака. Опсежна листа силовања која су починили немачки војници састављена је у такозваној "Молотовљевој белешци" 1942. године. Браунмилер истиче да су нацисти силовање користили као оружје за ширење терора.
Примери масовних силовања у Совјетском Савезу које су починили немачки војници су:
Смоленск: Немачка команда отворила је јавну кућу за официре у којој су стотине жена и девојака биле довођене силом.
Лавов: 32 жене које су радиле у фабрици одеће немачки војници су силовали и убили у јавном парку. Убијен је свештеник који је покушавао да заустави злочин.
Лавов: Немачки војници су силовали јеврејске девојке, које су убијена након што би затруднеле.

## Преживљавање у Лењинграду
Лењинград је током рата претрпео више патњи и невоља од било ког другог града Совјетског Савеза, јер је био под опсадом 872 дана, од 8. септембра 1941. до 27. јануара 1944. Глад, неухрањеност, болести, изгладњивање, па чак и канибализам постали су уобичајени током опсаде Лењинграда, цивили су смршали, постали слабији и постали подложнији болестима. Грађани Лењинграда успевали су да преживе на различите начине са различитим степеном успеха. Пошто је евакуисано само 400.000 људи пре почетка опсаде, у Лењинграду је остало 2,5 милиона, укључујући 400.000 деце. Велики број је успео да побегне из града, а најуспешнија бекства су била када се језеро Ладога заледило и људи су могли да пређу преко леденог пута - или “Пут живота”—на сигурно.
Већина стратегија преживљавања током опсаде подразумевала је останак у граду и суочавање са проблемима сналажљивошћу или срећом. Један од начина да се то постигне био је обезбеђивање запослења у фабрикама, јер су многе фабрике постале аутономне и имале више алата за преживљавање током зиме, попут хране и топлоте. Радници су добијали веће оброке од обичних цивила, а фабрике су вероватно имале струју ако су производиле кључне ствари. Фабрике су такође служиле као центри за узајамну подршку и имале су клинике и друге услуге попут посада за чишћење и тимова жена које би шивале и поправљале одећу. Запослени у фабрици су и даље повремено падали у очај, а људи су прибегавали једењу лепка или коња у фабрикама у којима је било мало хране, али запосленост у фабрици била је најуспешнији начин преживљавања, а у неким погонима за производњу хране није умрла ниједна особа.
Отворене прилике за опстанак за већу совјетску заједницу укључивале су размену и пољопривреду на приватном земљишту. Црна тржишта су напредовала како су приватне размене и трговине постајале све чешће, посебно између војника и цивила. Војници, који су имали више хране, били су нестрпљиви да тргују са совјетским грађанима који су имали превише топле одеће за трговину. Садња повртњака у пролеће постала је популарна, пре свега зато што су грађани морали да држе све узгајано на својим парцелама. Кампања је такође имала снажан психолошки ефекат и ојачала морал, компоненту преживљавања готово подједнако важну као хлеб.
Неки од најочајнијих совјетских грађана окренули су се криминалу као начину да преживе. Најчешћа је била крађа хране и рационих карата, што је могло бити кобно за неухрањену особу ако би јој картица била украдена више од дан или два од издавања нове картице. Из тих разлога крађа хране строго је кажњавана и могло се стрељати за крађу векне хлеба. Догодили су се и озбиљнији злочини, попут убиства и канибализма, а основани су и специјални полицијски одреди за борбу против тих злочина, мада је до краја опсаде отприлике 1.500 ухапшено због канибализма.

## Последице и штете
Иако је победио у сукобу, рат је имао дубок и разарајући дугорочни ефекат у Совјетском Савезу. Финансијски терет био је катастрофалан: према једној процени, Совјетски Савез је потрошио 192 милијарде долара. Америка је позајмила око 11 милијарди долара добара Совјетском Савезу током рата. Анастасија В. Зотова даје нешто другачију процену од 666,4 милијарде рубаља совјетских војних трошкова током рата, што је еквивалентно 125,7 милијарди долара.
Амерички стручњаци процењују да је Совјетски Савез изгубио готово сво богатство стечено напорима индустријализације током 1930-их. Његова економија је такође опала за 20% између 1941. и 1945. године и није се опоравила на предратни ниво све до 1960-их. Британски историчар Клајв Понтинг процењује да је ратна штета износила 25 година совјетског бруто националног производа. 40% совјетског стамбеног простора је оштећено или уништено. Од 2,5 милиона стамбених зграда на немачким окупираним територијама, преко милион је уништено. Због тога је око 25 милиона совјетских грађана остало без домова. Немачка окупација обухватала је око 85 милиона совјетских грађана, или готово 45% целокупне совјетске популације. Најмање 12 милиона Совјета побегло је према истоку, далеко од инвазијске немачке војске. Совјетски извори тврде да су силе Осовине уништиле 1.710 градова и 70.000 села, као и 65.000 км железничких пруга.
Пост-совјетска влада Русије сматра да су совјетски ратни „губици“ износили 26,6 милиона жртава, на основу студије Руске академије наука, укључујући и људе који су изгубили живот од последица битака и изложености рату. То укључује 8.668.400 смртних случајева војника, како је израчунало Руско министарство одбране.
Подаци које је објавило Руско министарство одбране прихватила је већина историчара и академика, неки историчари и академици дају различите процене.
Брус Робелет, професор јавне политике и историје, процењује да је совјетска страна претрпела 11,000.000 војних и 7,000.000 цивилних смртних случајева, што укупно износи 18 милиона смртних случајева.  Амерички војни историчар Ерл Ф. Зјемке наводи бројку од 12 милиона мртвих совјетских војника и 7 милиона мртвих цивила - укупно 19 милиона мртвих. Такође примећује да од јесени 1941. до јесени 1943. фронт никада није био краћи од 2.400 миља. Немачка професорка Бет Фајзлер процењује да је 2,6 милиона људи, или 7,46 посто Совјетске армије, проглашено инвалидима након рата.
Тимоти Даулинг процењује да је током 1.417 дана рата Совјетски Савез изгубио еквивалент целокупне америчке популације 1940. године, која је живела западно од реке Мисури.

## Истраживање јавног мњења
Анкета коју је "YouGov" спровео 2015. године показала је да само 11% Американаца, 15% Француза, 15% Британаца и 27% Немаца верује да је Совјетски Савез највише допринео поразу нацистичке Немачке у Другом светском рату. Супротно томе, истраживање спроведено у мају 1945. показало је да 57% француске јавности верује да је Совјетски Савез највише допринео немачком поразу.

### Историографија
- Edele, Mark (2017). „Fighting Russia's History Wars: Vladimir Putin and the Codification of World War II”. History and Memory. 29 (2): 90—124. doi:10.2979/histmemo.29.2.05.
- Havlat, Denis (2017). „Western Aid for the Soviet Union During World War II: Part I”. Journal of Slavic Military Studies. 30 (2): 290—320. S2CID 201405911. doi:10.1080/13518046.2017.1307058.
- Havlat, Denis (2017). „Western Aid for the Soviet Union During World War II: Part II”. Journal of Slavic Military Studies. 30 (4): 561—601. S2CID 152042553. doi:10.1080/13518046.2017.1377013.
- Uldricks (2009). „War, Politics and Memory: Russian Historians Reevaluate the Origins of World War II”. History and Memory. 21 (2): 60—82. JSTOR 10.2979/his.2009.21.2.60. S2CID 153650494. doi:10.2979/his.2009.21.2.60.
- Weiner, Amir (1996). „The Making of a Dominant Myth: The Second World War and the Construction of Political Identities within the Soviet Polity”. The Russian Review. 55 (4): 638—660. JSTOR 131868. doi:10.2307/131868.